# Adiná
Adiná ou Adinas, foi a esposa de Levi e mãe de Gérson, Coate e Merari, sua história é relatada na Talmude e no Livro de Jasher.
Levi e Issacar foram para a terra do leste, e lá eles casaram com as filhas de Jobabe, filho de Joctã, filho de Heber; sendo assim Adiná também é da linhagem de Sem.
Adiná, era a irmã mais velha de Aridá, esposa de Issacar; após se casar com Levi, Adiná se mudou para a Canaã, assim como sua irmã Aridá. Em Canaã, Adiná deu três filhos a Levi: Gérson (ou Gersão), Coate e Merari.
Na Talmude, é citada específicamente como a ancestral de Moisés, Miriã e Aarão.